# Романдола (Салерно)
Романдола је насеље у Италији у округу Салерно, региону Кампанија.
Према процени из 2011. у насељу је живело 102 становника. Насеље се налази на надморској висини од 183 м.